# Resolutie 1852 Veiligheidsraad Verenigde Naties
Resolutie 1852 van de Veiligheidsraad van de Verenigde Naties werd unaniem aangenomen door de VN-Veiligheidsraad op 17 december 2008, en verlengde de internationale onderzoekscommissie naar de terreuraanslag waarbij Rafik Hariri was omgekomen tot 28 februari 2009.

## Achtergrond
In februari 2005 kwam Rafik Hariri, dit tot een jaar daarvoor premier van Libanon was geweest, om bij een bomaanslag. De regering trad hierop af, en er volgden grootschalige betogingen. De Verenigde Naties stelden een onderzoek in, dat uitmondde in de oprichting van het Libanontribunaal in Nederland.

## Inhoud

### Waarnemingen
Op 1 maart 2009 zou het Speciale Tribunaal voor Libanon, dat de verdachten van de terreuraanslag op de oud-Libanese premier Rafik Hariri moest berechten, van start gaan.
De internationale onderzoekscommissie die deze aanslag onderzocht vroeg net als Libanon dat haar mandaat zou worden verlengd tot 28 februari 2009.

### Handelingen
De Veiligheidsraad:
1. Verwelkomt het rapport van de commissie.
2. Beslist het mandaat van de commissie te verlengen tot 28 februari 2009.
3. Besluit op de hoogte te blijven.

Lijst ·  1795 ·  1796 ·  1797 ·  1798 ·  1799 ·  1800 ·  1801 ·  1802 ·  1803 ·  1804 ·  1805 ·  1806 ·  1807 ·  1808 ·  1809 ·  1810 ·  1811 ·  1812 ·  1813 ·  1814 ·  1815 ·  1816 ·  1817 ·  1818 ·  1819 ·  1820 ·  1821 ·  1822 ·  1823 ·  1824 ·  1825 ·  1826 ·  1827 ·  1828 ·  1829 ·  1830 ·  1831 ·  1832 ·  1833 ·  1834 ·  1835 ·  1836 ·  1837 ·  1838 ·  1839 ·  1840 ·  1841 ·  1842 ·  1843 ·  1844 ·  1845 ·  1846 ·  1847 ·  1848 ·  1849 ·  1850 ·  1851 ·  1852 ·  1853 ·  1854 ·  1855 ·  1856 ·  1857 ·  1858 ·  1859